# مطبخ أوكراني

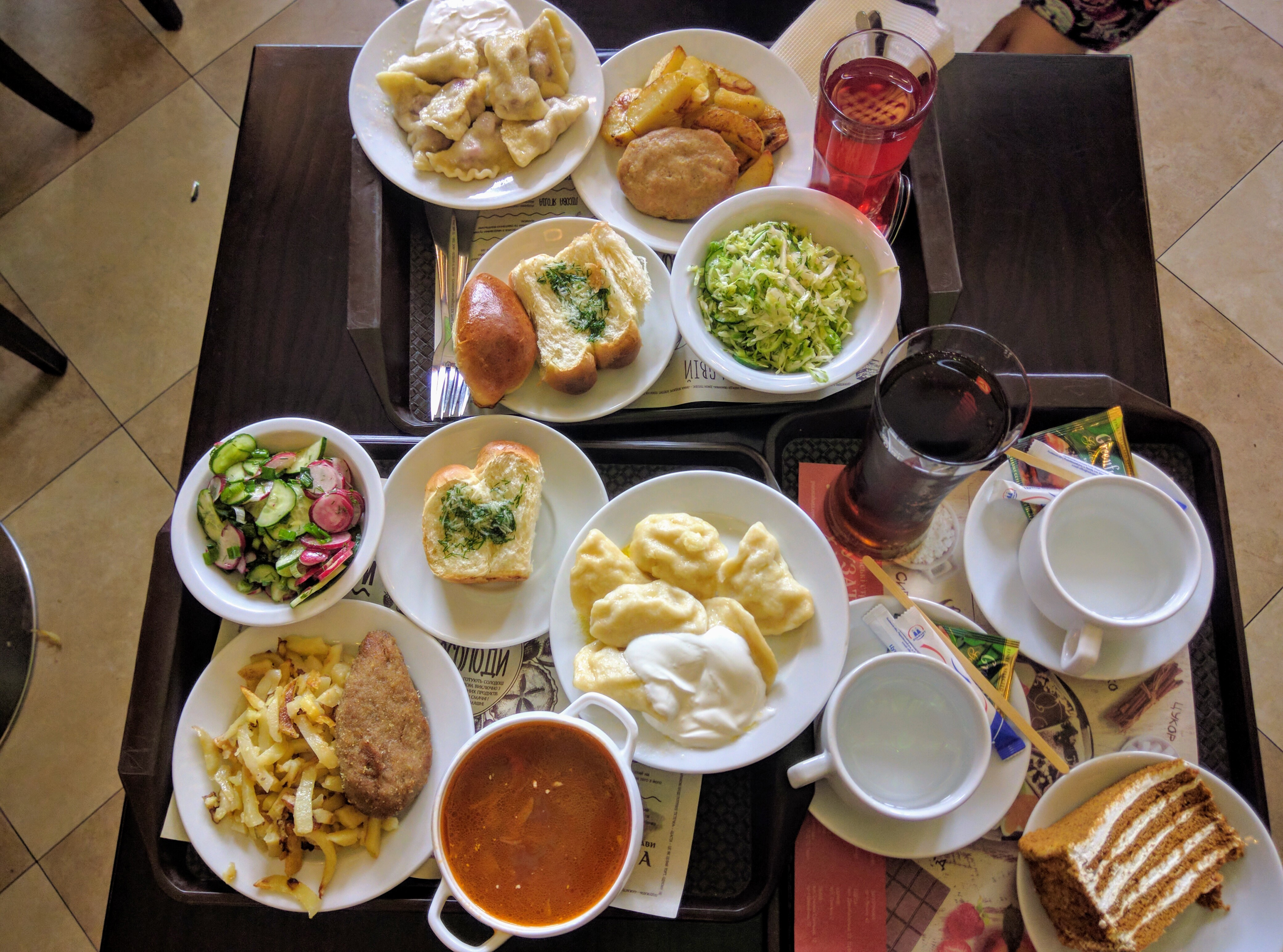
أطباق شعبية أوكرانية.

المطبخ الأوكراني هو مجموعة من تقاليد الطبخ المتنوعة للشعب الأوكراني، والمتراكمة على مدى سنوات عديدة. يتأثر المطبخ بشدة بالتربة الداكنة الغنية (شورنوزم)، التي تأتي منها مكوناته، وغالبًا ما تشمل العديد من العناصر.
الطبق الوطني لأوكرانيا الذي أُبدع بلا شك في الريف هو بورشت. ومع ذلك، تُعتبر بيروغة والـملفوف من المفضلات الوطنية للشعب الأوكراني، وهما وجبتان شائعتان في المطاعم الأوكرانية التقليدية.
يُشار غالبًا إليها باسم «سلة خبز أوروبا»، يؤكد المطبخ الأوكراني على أهمية القمح والحبوب للشعب الأوكراني، وتاريخها المضطرب غالبًا معه. تنحدر غالبية الأطباق الأوكرانية من أطباق القرويين القديمة، والتي تعتمد على موارد الحبوب الوفيرة مثل حبوب الجاودار والخضروات الرئيسية مثل: البطاطس والملفوف والفطر والشمندر الأحمر. تدمج الأطباق الأوكرانية كلاً من التقنيات السلافية التقليدية مع التقنيات الأوروبية الأخرى، كنتيجة ثانوية لسنوات من النفوذ والولاية القضائية الأجنبية.
يشتمل المطبخ الأوكراني على تشكيلة من الفروع الغذائية المختلفة (الكربوهيدرات، الدهون، البروتين، الفواكه والخضروات)، بفضل المساحة الكبيرة للبلد، والموارد الصالحة للأكل الوفيرة. غالبًا ما تواجه الأطباق الأوكرانية التقليدية عملية تسخين معقدة - «في البداية تُقلى أو تُسلق، ثم تُطهى أو تُخبز. هذه هي الملامح الأكثر تميزًا في المطبخ الأوكراني».

## الحساء
- شوربة بورش: هو حساء خضروات مصنوع من البنجر، الملفوف، البطاطس، الطماطم، الجزر، البصل، الثوم، الشبت. يوجد أكثر من 30 نوعًا من البورش الأوكراني. ربما تشمل اللحوم أو الأسماك.[6][7]
- كابوسنياك(حساء الكرنب): حساء مصنوع من لحم الخنزير،سالو، ملفوف، ويقدم مع سميتانا (كريمة حامضة).
- روسولنيك: حساء مع خيار مخلل.
- سولانكا: حساء سميك، حار، حامض، ومصنوع من اللحم أو السمك أو الفطر، ومختلف الخضروات والمخللات.
- يوشكا(أوخا): حساء صافى، مصنوع من أنواع مختلفة من الأسماك مثل الشبوط، وراطة، قرموط ويلس، أو حتى روف .
- حساء الحماض(حساء أخضر): حساء قائم على الماء أو المرق مع حماض وخضروات متنوعة، يتم تقديمه مع البيض المسلوق المفروم والقشدة الحامضة.

## السلطات والمقبلات
- كوفباسا(نقانق): سجق أنواع مختلفة من لحم الخنزير المدخن أو المسلوق، لحم البقر أو الدجاج.
- سالو: شرائح من شحم ظهر الخنزير (فات باك).
- خلودتس (آسبك): حساء مصنوع من اللحم (ستودينتز أو ريتش كيك) أو السمك (زاليافنا ريبا).
- أوليفيه: سلطة مصنوعة من بطاطس مطبوخة ومفرومة، مخلل الشبت، بيض مسلوق مفروم، لحم خنزيرأو دجاج مطبوخ ومقطع ومفروم، بصل مفروم، بازلاء معلبة، ممزوجة بالمايونيز.
- فينغريت: سلطة مع البنجر المطبوخ والمقطع، مخلل الملفوف، البطاطس المطبوخة والمفرومة، البصل والجزر، وأحيانًا المخللات الممزوجة ببعض الملح وزيت عباد الشمس.

تعتبر منتجات الخبز والقمح مهمة للمطبخ الأوكراني. يمكن أن تكون ذات الزخارف الأفضل مفصلة للاحتفالات.
- بابكا: خبز عيد الفصح، هي عجينة حلوة عادةً بالزبيب والفواكه المجففة الأخرى. يتم خبزها عادةً في شكل أسطواني طويل.
- بوبليك: لفافة خبز على شكل حلقة، مصنوعة من عجين، تم غليه قبل الخبز. إنها مشابهه لكعكة باجيل، ولكنها عادة ما تكون أكبر إلى حد ما، وذات ثقب أوسع.
- كالاتش: خبز على شكل حلقة، يتم تقديمه عادة في عيد الميلاد والجنازات. الكعكة مضفرة بثلاثة خيوط غالباً، والتى تُمثل الثالوث المقدس. ثم يتم تشكيل الجديلة على شكل دائرة، (دائرة = كولو في الأوكرانية)، تُمثل دائرة الحياة والأسرة.
- كوروفاي: خبز دائري مضفر شبيه بالكالاتش. غالبًا ما يتم خبزه لحفلات الزفاف، ويكون الجزء العلوي منه مزينًا بالطيور وزهرة كاثارانثوس.
- باليانيتسيا: خبز مخبوز عادي (يشتهر بصعوبة نطقه لغير الناطقين بالأوكرانية).
- بامبوشكا: قطع خبز طرية ورقيقة مغطاة بزبدة الثوم.
- باسكا: معجنات غنية تقليدية.

## الدورات الرئيسة

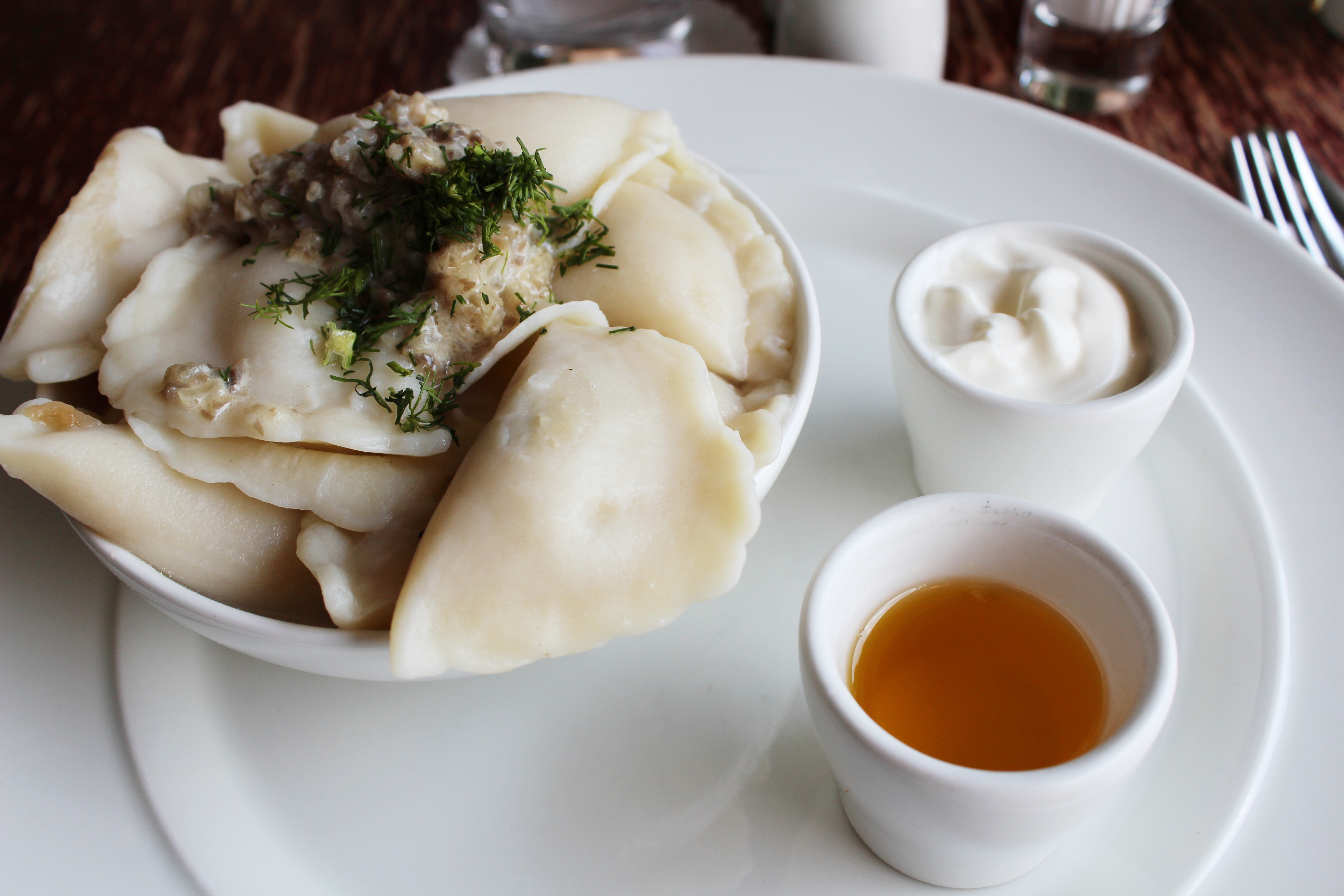
فارينيكي محشو باللحم يُقدم مع البصل المقلي والقشدة الحامضة

- - بيروغة أو فارينيكي (يُطلق عليه أيضًا اسم بيروهى في بعض مناطق غرب أوكرانيا): الزلابية المصنوعة من حشوات مثل البطاطس المهروسة بالبصل المقلي، اللحم المفروم المسلوق بالبصل المقلي، الكبد بالبصل المقلي، الملفوف المقلي بالبصل المقلي، كوارك، الكرز والفراولة. تُقدم مع القشدة الحامضة والزبدة أو السكر، عندما تحشو بالفواكه.
  - بيروجكى: كعك مخبوز محشو بحشوات مختلفة، مثل: اللحم المفروم، الكبد، البيض، الأرز، البصل، الملفوف المقلي أو المُخلل، كوارك، والكرز، إلخ.
  - بيروك: فطيرة كبيرة بحشوات مختلفة.
  - ملفوف أو هولوبتسى: أوراق العنب أو الملفوف (الطازجة أو الحامضة)، ملفوفة بحشوة الأرز، وقد تحتوي على لحوم (لحم البقر المفروم أو لحم الخنزير المقدد)، المخبوز في الزيت مع البصل المكرمل، ربما يحتوي على حساء صلصة الطماطم، الكريمة أو القشدة الحامضة، عرق لحم الخنزير المقدد أو المشوى مع شرائح لحم الخنزير المقدد في الأعلى.
  - بيلنتس(ملنتسى أو نالينسكى): فطائر رقيقة محشوة عادة بالـكوارك، اللحوم، الملفوف، الفاكهة، تُقدم مع الكريمة الحامضة.
  - محشي بطة أو أوزة بالتفاح.
  - اللحوم المشوية (بيشينيا): مشوى لحم الخنزير، لحم العجل، لحم البقر أو لحم الضأن.
  - سمك (ريبا): مقلي بالبيض والدقيق، مطبوخ في الفرن بالفطر والجبن والليمون؛ تشكيلة مملحة أو مجففة أو مدخنة.
  - غولياش: يشير عامةً إلى اليخنة (حساء سميك)، أو الـغولياش المجري بالتحديد.
  - كستلاتة أو سيشينيكى(شرائح ، كرات اللحم ): اللحم مفروم أو السمك الممزوج بالبيض، البصل، الثوم، فتات الخبز والحليب، مقلي بالزيت وأحيانًا ملفوف في فتات الخبز.
  - كوتليتا بو-كيفسكى: دجاج كييف.
  - زافيفانتسى أو كرانشينيكى: لفائف اللحم البقرى أو لحم الخنزير، بحشوات مختلفة: الفطر، البصل، البيض، الجبن، مخلل الملفوف، الجزر، إلخ.[8]
  - كاشا هيريشانا زى شكفاركامى: حبوب الحنطة السوداء مع قشور لحم الخنزير والبصل.
  - البطاطس (كارتوبليا، بولبا): صغيرة أو ُمقشرة، تُقدم مع الزبدة، القشدة الحامضة، الشبت؛ وتشكيلة أكثر حصرية تشمل: البيض النيئ.
  - درونى: فطائر البطاطس، تُقدم عادة مع حصص غنية من القشدة الحامضة.

## الحلويات
- - كوتيا: طبقعيد الميلاد التقليدى، مصنوع من بذور الخشخاش والقمح والمكسرات والعسل والأطعمة الشهية.[9]
  - بامبوشكا: عجينة حلوة تشبه الدونات(كعكة حلقية مقلية محلاة). كثيرا ما تُرش بالـسكر. مملوءة تقليديًا بـحفظ الورد، ولكن يمكن أيضًا ملؤها ببذور الخشخاش أو غيرها من الحشوات الحلوة.
  - سيرنيكي: فطائر كوارك مقلية، أحيانًا مع الزبيب، تُقدم مع القشدة الحامضة، المربى(فيريناى)، العسل أو صوص التفاح.
  - تورتة: أنواع عديدة من الكيك، من الرطبة إلى المنتفخة، وأكثرها مثالية وشيوعاً: كيافيسكى، براذهسكى، تروفيلينيج. يتم صنعها بدون دقيق غالباً، واستخدام الجوز المطحون أو اللوز كـبديل.
  - فيريناى: مربى فاكهة كاملة، تصُنع عن طريق طهي التوت والفواكه الأخرى في شراب السكر.
  - زيلي: (الجمع والمفرد) الفواكه الهلامية، مثل: الكرز والـكمثرى وما إلى ذلك أو بتاشين مولوكو(حرفياً: «حليب الطيور»)- جيلى الشوكولاتة والحليب.

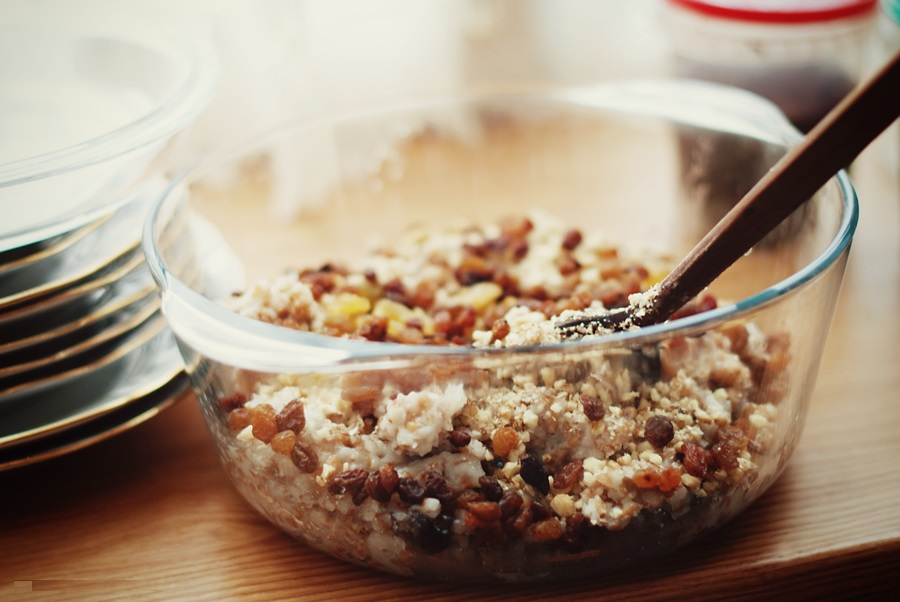
كوتيا
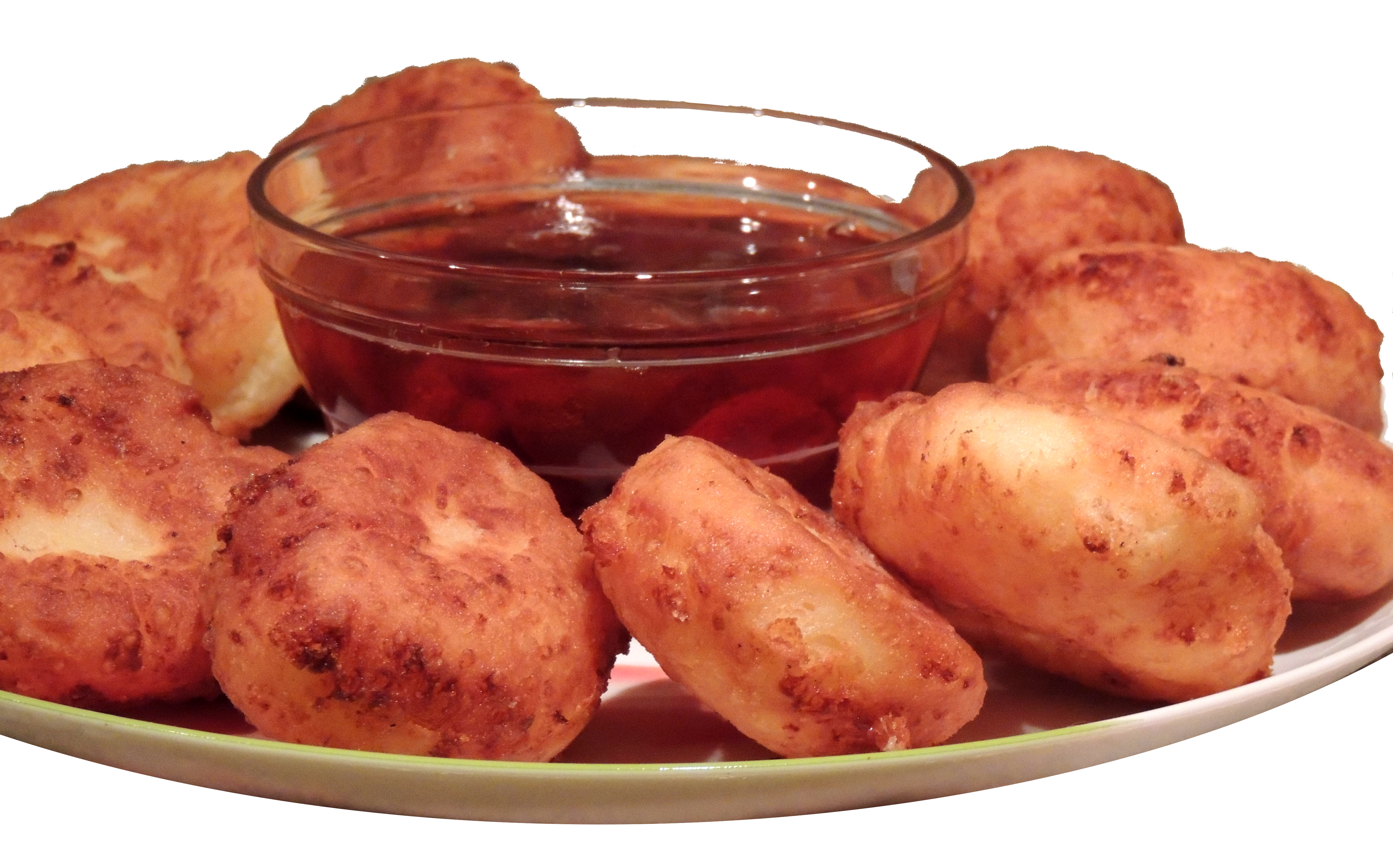
سيرنيكي مع الزبيب

## المشروبات

### الكحولية
- هوريلكا: روح قوية للإنتاج الصناعي أو ما يعادله محلى الصنع - ساموهون (أو لغو القمر) مشهور أيضًا، بما فيها من دفعات من الفاكهة، التوابل، الأعشاب، الفلفل الحار. ومن أكثرها غرابةً: نكهة العسل والفلفل الأحمر.
- البيرة: ومن أكبر منتجي الجعة: أوبولون، ليفيفسكى، شيرنيفسكى، سلافوتيش، سارمات، وروغان، والتي تقوم بتصدير منتجاتها جزيئياً.
- النبيذ: من أوروبا وأوكرانيا (خاصة من شبه جزيرة القرم)، حلو في الغالب. انظر النبيذ الأوكراني.
- ميد(ميدوفوكا): مشروب كحولي مخمر مصنوع من العسل والماء والخميرة. تعتمد نكهتها على النباتات التي يتردد عليها نحل العسل، وطول الوقت وطريقة الشيخوخة، وسلالة الخميرة المستخدمة. سيختلف محتوى الكحول من صانع لآخر حسب طريقة الإنتاج.
- ناليفكا: نبيذ محلي مصنوع من الكرز، التوت، عنب الثعلب، توت العليق وأنواع التوت الأخرى. يتم وضع التوت في زجاجة كبيرة، وإضافة بعض السكر. بعد تخمير التوت، يتم فصل السائل عن التوت، ووضعه في زجاجات من الفلين. يتم استخدام التوت لصنع بيروزكي (معجنات مخبوزة أو مقلية). ويحتوي النبيذ على حوالي 15٪ من الكحول.

### الغير كحولية
- - المياه المعدنية: تُعد تروسكافيتسكا، مورشينسكا، ميرودسكا، من العلامات التجارية المعروفة. وتأتى عادة مكربنة بقوة.
  - كومبوت: شراب حلو مصنوع من الفواكه الطازجة أو المجففة أو التوت المغلى في الماء.
  - أوزفار: نوع معين من الـكومبوت مصنوع من الفواكه المجففة، وخاصة التفاح والكمثرى والخوخ.
  - كفاس: مشروب فوار حلو وحامض، يتم تحضيره من الخميرة، السكر، وخبز الجاودار المجفف.
  - فطر هندى: هو حليب مخمر بواسطة كل من الخميرة وبكتيريا العصيات اللبنية ، وله طعم مماثل للزبادي. قد يحتوي الفطر الهندى محلي الصنع على كمية قليلة من الكحول.
  - حليب مخبوز: هو منتج حليب له لون كريمي ونكهة كراميل خفيفة. يتم صنعه عن طريق غلي الحليب على نار خفيفة لمدة ثماني ساعات على الأقل.
  - ريازينكا: حليب مخمر مخبوز.

### قراءة معمقة
- UCWL Cook Book. Ukrainian Traditional and Favourite Recipes. — Yorkton : The Ukrainian Catholic Women's League, 1970. — 111 p.
- Artiukh, Lidia 1977, Ukrainska Narodna Kulinaria [Ukrainian Folk Cuisine], Naukova Dumka, Kyiv
- Artiukh, Lidia 2001, Ukrainian Cuisine and Folk Traditions, Baltija-Druk, Kyiv
- Corona, Annette 2012, The New Ukrainian Cookbook, Hippocrene Books, New York
- Faryna, Natalka (ed.) 1976, Ukrainian Canadiana, Ukrainian Women's Association of Canada, Edmonton
- Stechishin, Savella 1959, Traditional Ukrainian Cookery, Trident Press, Winnipeg
- Stechishin, Savella 2007, “Traditional Foods" Encyclopedia of Ukraine (Retrieved 2007-08-10)
- Tracz, Orysia 2015, First Star I See Tonight, Mazepa Publications Zhuravli, Winnipeg
- Ukrainian Food نسخة محفوظة 15 يوليو 2022 على موقع واي باك مشين., Ukrainian International Directory نسخة محفوظة 20 سبتمبر 2021 على موقع واي باك مشين.
- Ukrainian Women's Association of Canada, Daughters of Ukraine Branch 1984, Ukrainian Daughters' Cookbook, Centax of Canada, Winnipeg
- Yakovenko, Svitlana 2013, Taste of Ukraine: Rustic Cuisine from the Heart of Ukraine, Sova Books, Sydney
- Yakovenko, Svitlana 2016, Ukrainian Christmas Eve Supper: Traditional village recipes for Sviata Vecheria, Sova Books, Sydney (e-format edition)